# Apolygus lucorum
De Groene schaduwwants (Apolygus lucorum) is een wants uit de familie Miridae, de blindwantsen. De soort werd voor het eerst wetenschappelijk beschreven door Rudolf Ludwig Meyer-Dür in 1843.

## Uiterlijk
De glanzend groene wants heeft groene pootjes en antennen en kan 5 tot 6 mm lang worden. Het doorzichtige deel van de vleugels is donker en heeft lichte aders en deze wants is altijd langvleugelig (macropteer). Apolygus lucorum lijkt sterk op Apolygus spinolae maar die is lichter van kleur en heeft voorvleugels met een zwart achterste hoekpuntje (Cuneus).

## Levenswijze
Vanaf mei tot en met november kunnen de volwassen wantsen gevonden worden in bijvoorbeeld wegbermen op onder andere bijvoet (Artemisia vulgaris), boerenwormkruid (Tanacetum vulgare), grote brandnetel (Urtica dioica) en koninginnekruid (Eupatorium cannabinum) waar ze leven van onrijpe zaden. Ze overwinteren als eitje en de soort kent één of twee generaties per jaar.

## Verspreiding en voorkomen
De groene schaduwwants is in Nederland vrij algemeen en kan overal in Europa gevonden worden, met uitzondering van Albanië, Bulgarije, IJsland, Malta, en Portugal